# Договор доверительного управления имуществом
Договор доверительного управления имуществом — один из видов договоров, предусмотренных Гражданским кодексом РФ
По договору доверительного управления имуществом одна сторона (учредитель управления) передает другой стороне (доверительному управляющему) на определённый срок имущество в доверительное управление, а другая сторона обязуется осуществлять управление этим имуществом в интересах учредителя управления или указанного им лица (выгодоприобретателя).
Договор доверительного управления имуществом реальный, фидуциарный, по общему правилу безвозмездный и односторонне обязывающий, хотя в предусмотренном договором случае может быть возмездным и в силу этого двусторонне обязывающим.
Как правило, для договора доверительного управления имуществом необходима простая письменная форма, за исключением случая передачи в доверительное управление недвижимого имущества. Несоблюдение формы договора доверительного управления имуществом влечет его недействительность (ст. 1017 ГК РФ).

## Объект доверительного управления
Объектами доверительного управления могут быть предприятия и другие имущественные комплексы, отдельные объекты, относящиеся к недвижимому имуществу, ценные бумаги, права, удостоверенные бездокументарными ценными бумагами, исключительные права и другое имущество.
Не могут быть самостоятельным объектом доверительного управления деньги, за исключением случаев, предусмотренных законом.
Имущество, находящееся в хозяйственном ведении или оперативном управлении, не может быть передано в доверительное управление. Передача в доверительное управление имущества, находившегося в хозяйственном ведении или оперативном управлении, возможна только после ликвидации юридического лица, в хозяйственном ведении или оперативном управлении которого имущество находилось, либо прекращения права хозяйственного ведения или оперативного управления имуществом и поступления его во владение собственника по иным предусмотренным законом основаниям.
Передача имущества в доверительное управление не влечет перехода права собственности на него к доверительному управляющему.

## Существенные условия договора доверительного управления
В договоре доверительного управления имуществом должны быть указаны:
- состав имущества, передаваемого в доверительное управление;
- наименование юридического лица или имя гражданина, в интересах которых осуществляется управление имуществом (учредителя управления или выгодоприобретателя);
- размер и форма вознаграждения управляющему, если выплата вознаграждения предусмотрена договором;
- срок действия договора.

Договор доверительного управления имуществом заключается на срок, не превышающий пяти лет. Для отдельных видов имущества, передаваемого в доверительное управление, законом могут быть установлены иные предельные сроки, на которые может быть заключен договор.
При отсутствии заявления одной из сторон о прекращении договора по окончании срока его действия он считается продленным на тот же срок и на тех же условиях, какие были предусмотрены договором

## Полномочия и ответственность сторон
Сделки с переданным в доверительное управление имуществом доверительный управляющий совершает от своего имени, указывая при этом, что он действует в качестве такого управляющего. Это условие считается соблюденным, если при совершении действий, не требующих письменного оформления, другая сторона информирована об их совершении доверительным управляющим в этом качестве, а в письменных документах после имени или наименования доверительного управляющего сделана пометка «Д. У.» (ст. 1012 ГК РФ). При отсутствии указания о действии доверительного управляющего в этом качестве доверительный управляющий обязывается перед третьими лицами лично и отвечает перед ними только принадлежащим ему имуществом.
Доверительный управляющий несет ответственность перед выгодоприобретателем в размере упущенной выгоды, а перед учредителем управления — в полном объеме причиненных убытков. Наличие причинной связи убытков с обстоятельствами непреодолимой силы или действиями выгодоприобретателя или учредителя управления освобождает доверительного управляющего от ответственности. Бремя доказывания наличия таких оснований освобождения от ответственности лежит на доверительном управляющем. Риск превышения доверительным управляющим своих полномочий в сделках с лицами, которые не знали и не должны были знать о факте превышения полномочий, несет учредитель управления, который вправе потребовать от доверительного управляющего возмещения причиненных убытков. Право на вознаграждение доверительный управляющий имеет лишь в случае, если это специально предусмотрено договором, а на возмещение необходимых расходов — независимо от наличия такого условия в договоре. Однако размер как вознаграждения, так и возмещения необходимых расходов ограничен размером полученных от использования имущества доходов (ст. 1023 ГК РФ).